# Orthotylus pacificus
Orthotylus pacificus är en insektsart som beskrevs av Van Duzee 1919. Orthotylus pacificus ingår i släktet Orthotylus och familjen ängsskinnbaggar. Inga underarter finns listade i Catalogue of Life.